# Parlamentswahl in Belgien 1977
- PCB: 2
- BSP: 27
- PSB-BSP: 34
- PSB-RW: 1
- FDF-RW: 11
- PVV: 17
- PRLW: 16
- PSC: 24
- CVP: 56
- RW: 4
- VU: 20

Die vorgezogene Wahl zum belgischen Parlament 1977 wurde am 17. April 1977 abgehalten. Zur Wahl standen die 212 Mitglieder der Abgeordnetenkammer und die 106 direkt gewählten von insgesamt 185 Mitgliedern des Senats.

## Vorgeschichte
Nach der Parlamentswahl 1974 bildete Leo Tindemans eine 4-Parteienregierung bestehend aus flämischen (CVP) und wallonischen Christdemokraten (PSC), sowie flämischen (PVV) und wallonischen (PRLW) Liberalen. Im Juni 1974 trat der Rassemblement Wallon (RW) der Regierung bei. Die Regierung Tindemans II zerbrach 1977, als der RW dem Etat des Wirtschaftsministeriums nicht zustimmte, weil dieses sich nicht genug um die Arbeitsplatzverluste in der wallonischen Stahlindustrie kümmerte. Außerdem stellte der RW der Regierung ein Ultimatum, um die Regionalisierung Belgiens voranzutreiben. Daraufhin entließ der König auf Vorschlag des Ministerpräsidenten die beiden Minister des RW. Die folgende Regierung Tindemans III amtierte bis zur vorgezogenen Parlamentswahl.

## Kammer (Unterhaus)

### Ergebnisse
Es errangen 11 Parteien Sitze in der Abgeordnetenkammer.
Aufgrund von Aufspaltungen von Listenverbindungen, neuen Listenverbindungen und Parteispaltungen lassen sich die Resultate nur schwer mit der Wahl von 1974 vergleichen.
Die bisher regierenden Christdemokraten und Liberalen konnten Sitze hinzugewinnen. Die flämischen Christdemokraten (CVP) gewannen sechs Sitze, die wallonischen Christdemokraten (PSC) zwei Sitze hinzu. Auch die ebenfalls an der Regierung beteiligten Liberalen konnten sich verbessern. Die 1974 als PVV/PLP landesweit kandidierenden Liberalen spalteten sich in eine flämische (PVV) und wallonische (PRLW) Partei auf. Gemeinsam errangen diese Parteien drei zusätzliche Sitze.
Die Sozialisten, die in den verschiedenen Provinzen als BSP, PSB/BSP und PSB-RW antraten, gewannen drei zusätzliche Mandate. Die flämische VU verlor zwei Sitze, die Kommunisten (KPB/PCB) verteidigten ihre beiden Parlamentssitze.
Das amtliche Endergebnis (Auswahl):
| Wahlberechtigte    | 6.316.662 |         |           |       |           |
| abgegebene Stimmen | 6.006.211 | 95,09 % |           |       |           |
| gültige Stimmen    | 5.575.058 | 92,82 % |           |       |           |
|                    | Stimmen   | Anteil  | ± zu 1974 | Sitze | ± zu 1974 |
| CVP                | 1.460.757 | 26,20 % | +2,95 %   | 56    | +6        |
| BSP                | 725.513   | 13,01 % | +13,01 %  | 27    | +27       |
| PSB-BSP            | 602.132   | 10,80 % | +10,80 %  | 34    | +34       |
| VU                 | 559.567   | 10,04 % | −0,16 %   | 20    | −2        |
| PVV                | 475.917   | 8,54 %  | +8,54 %   | 17    | +17       |
| PSC                | 406.694   | 7,29 %  | −1,80 %   | 24    | +2        |
| FDF-RW             | 263.104   | 4,72 %  | +4,72 %   | 11    | +11       |
| PRLW               | 191.196   | 3,43 %  | +3,43 %   | 16    | +16       |
| RW                 | 132.773   | 2,38 %  | −2,74 %   | 4     | −7        |
| KPB/PCB            | 62.410    | 1,12 %  | −0,92 %   | 0     | −2        |
| PCB                | 37.104    | 0,67 %  | +0,67 %   | 2     | +2        |
| PSB-RW             | 33.598    | 0,60 %  | +0,60 %   | 1     | +1        |
| PVV/PLP            | –         | –       | −15,19 %  | –     | −30       |
| BSP/PSB            | –         | –       | −26,66 %  | –     | −59       |
| FDF-PLDP           | –         | –       | −5,73 %   | –     | −14       |
| UDP-DN             | –         | –       | −0,07 %   | –     | −2        |

## Senat (Oberhaus)
Neben den Kammer-Abgeordneten wurden auch 106, von insgesamt 185 Senatoren, direkt gewählt.

### Ergebnisse
Insgesamt elf Parteien wurden in den Senat gewählt.
Wie in der Kammer ist es auch im Senat schwierig, die Wahlergebnisse mit den Resultaten von 1974 zu vergleichen.
Die Christdemokraten (CVP und PSC) gewannen zwei zusätzliche Sitze, die Liberalen (PVV und PRLW) stellten gemeinsam so viele Senatoren wie die Vorgängerpartei PVV/PLP. Die Sozialisten (BSP, PSB und PSB-RW) gewannen drei Sitze mehr als BSP/PSB und BSPRL bei der Wahl 1974. Die VU und die Kommunisten (KPB und PCB) hielten die Anzahl der Sitze.
Das amtliche Endergebnis:
| abgegebene Stimmen | 6.012.062 |         |           |       |           |
| gültige Stimmen    | 5.525.971 |         |           |       |           |
|                    | Stimmen   | Anteil  | ± zu 1974 | Sitze | ± zu 1974 |
| CVP                | 1.446.806 | 26,18 % | +2,65 %   | 28    | +1        |
| PSB                | 756.401   | 13,69 % | +13,69 %  | 19    | +19       |
| BSP                | 719.533   | 13,02 % | +13,02 %  | 12    | +12       |
| VU                 | 562.894   | 10,19 % | −0,33 %   | 10    | ±0        |
| PSC                | 522.613   | 9,46 %  | +1,16 %   | 11    | +1        |
| PVV                | 472.645   | 8,55 %  | +8,55 %   | 9     | +9        |
| PRLW               | 316.292   | 5,72 %  | +5,72 %   | 7     | +7        |
| FDF                | 246.367   | 4,46 %  | +4,46 %   | 6     | +6        |
| RW                 | 158.642   | 2,87 %  | +2,87 %   | 2     | +2        |
| KPB-PCB            | 108.000   | 1,95 %  | +1,95 %   | 1     | +1        |
| PSB-RW             | 33.945    | 0,61 %  | +0,61 %   | 1     | +1        |
| PVV/PLP            | –         | –       | −14,58 %  | –     | −16       |
| BSP/PSB            | –         | –       | −25,11 %  | –     | −27       |
| KPB/PCB            | –         | –       | −2,22 %   | –     | −1        |
| FDFRW-PLDP         | –         | –       | −11,37 %  | –     | −13       |
| BSPRL              | –         | –       | −1,60 %   | –     | −2        |

## Regierungsbildung
Nach Zugewinnen der Christdemokraten und Liberalen hätten die vier Parteien gemeinsam über eine absolute Mehrheit von 113 der 212 Sitze in der Kammer verfügt. Um die Verfassungsreform voranzutreiben, wurde eine Koalitionsregierung aus Christdemokraten (CVP und PSC), Sozialisten (PSD-BSP), der frankophonen FDF und der flämischen VU gebildet. Die Regierung Tindemans IV konnte sich auf eine Mehrheit von 152 Sitzen stützen. Die Regierung zerbrach jedoch schon im Oktober 1978, nachdem Teile der CVP den zwischen den Regierungsparteien ausgehandelten Egmontpakt nicht mehr unterstützten.